# Cerotainia macrocera
Cerotainia macrocera là một loài ruồi trong họ Asilidae. Cerotainia macrocera được Say miêu tả năm 1823. Loài này phân bố ở vùng Tân Bắc giới.